# Filaret av Kiev
Filaret av Kiev, född 23 januari 1929, Blahodatne, Ukrainska SSR, Sovjetunionen, är patriark för Ukrainas ortodoxa kyrka.